# Wulfila pavidus
Wulfila pavidus là một loài nhện trong họ Anyphaenidae.
Loài này thuộc chi Wulfila. Wulfila pavidus được Elizabeth Bangs Bryant miêu tả năm 1948.